# Alexandrowskoje (Tomsk, Alexandrowski)
Alexandrowskoje (russisch Алекса́ндровское) ist ein Dorf (selo) in der Oblast Tomsk in Russland mit 7211 Einwohnern (Stand 14. Oktober 2010).

## Geographie
Der Ort liegt etwa 600 km Luftlinie nordwestlich des Oblastverwaltungszentrums Tomsk und knapp 40 km südsüdöstlich der Stadt Streschewoi im Westsibirischen Tiefland. Er befindet sich am linken Ufer des Ob, der dort mit mehreren Armen über 2 km breit ist.
Alexandrowskoje ist Verwaltungszentrum des Rajons Alexandrowski sowie Sitz der Landgemeinde Alexandrowskoje selskoje posselenije, zu der außerdem das 15 km nordwestlich ebenfalls am linken Ufer des Ob gelegene Dorf Larino gehört.

## Geschichte
Der Ort wurde erstmals 1826 als chantischer Lagerplatz mit der russischen Namensform Nischneje Lumpokolskoje erwähnt. Daneben bürgerte sich im 19. Jahrhundert die russische Bezeichnung Alexandrowskoje ein, die mit Beschluss vom 28. März 1924 offiziell wurde. Seit November 1923 ist Alexandrowskoje Verwaltungssitz eines nach ihm benannten Rajons. Zu einem bedeutenden Bevölkerungszuwachs kam es in den 1930er-Jahren durch Zwangsumsiedlungen während der Stalinschen Repressionen, beginnend mit der „Entkulakisierung“, und erneut in den 1960er-Jahren im Zusammenhang mit der beginnenden Erschließung von Erdölvorkommen in dem Gebiet.

### Bevölkerungsentwicklung
| Jahr | Einwohner |
| ---- | --------- |
| 1939 | 2672      |
| 1959 | 2019      |
| 1970 | 6389      |
| 1979 | 6480      |
| 1989 | 8399      |
| 2002 | 7976      |
| 2010 | 7211      |

Anmerkung: Volkszählungsdaten

## Verkehr
Alexandrowskoje ist bislang nicht direkt an das ganzjährig befahrbare Straßennetz angeschlossen, insbesondere in Richtung des zentralen und südlichen Teils der Oblast Tomsk (in das 230 km entfernte, südöstlich benachbarte Rajonzentrum Kargassok führt eine Winterpiste). Von Alexandrowskoje verlaufen Pisten zu den Erdölfördergebieten im westlichen Teil des Rajons sowie zurück an das linke Ufer des Ob etwa 15 km unterhalb von Streschewoi; dort quert eine Autofähre den Fluss, entlang dessen rechter Seite eine Straße von Streschewoi in den Autonomen Kreis der Chanten und Mansen/Jugra in Richtung Nischnewartowsk führt. Eine weitere Straße verläuft in einiger Entfernung links des Ob in den Autonomen Kreis der Chanten und Mansen/Jugra und erreicht über Saizewa Retschka das linke Ob-Ufer gut 10 km unterhalb von Nischnewartowsk.
In Nischnewartowsk, etwa 90 km Luftlinie in nordwestlicher Richtung von Alexandrowskoje entfernt, befindet sich auch die nächstgelegene Bahnstation, Endpunkt eine Strecke von Tjumen über Surgut.